# Nakajima Homare
El Nakajima Homare (誉?   "elogio") fue un motor de aviación fabricado durante la Segunda Guerra Mundial. Se trataba de un motor radial refrigerado por aire, del rango de los 2.000 cv, que fue ampliamente empleado tanto por la Armada como por el Ejército Imperial Japonés. "Homare" era la designación de servicio en la Armada, siendo la experimental NK9. El Ejército lo llamaba Ha-45 (ハ45) y en servicio, el Tipo 4 de 1900 cv. La designación del fabricante era BA (o NBA).
El desarrollo de este 18 cilindros en dos filas descentradas para mejorar la refrigeración se inició en 1940, y la certificación se completó en 1941. Tuvo mayor éxito que el previo motor de 14 cilindros de Nakajima, el Sakae (Ha-25).
El diseño era excepcionalmente compacto, con un diámetro externo de 118 cm, apenas 3 cm más que el Sakae. Con un diámetro por carrera de 130 mm x 150 mm, era considerado de carrera corta. Fue diseñado para una potencia de alrededor de 1800 cv (1.340 kW), o sea, 100 cv por cilindro. Sin embargo, el estrecho diseño del motor hizo complicado mantener una calidad alta en la fabricación, y la falta de fiabilidad durante su uso resultó un problema importante. La potencia de los primeros modelos en altitud estaba alrededor de 1300 cv (970 kW), lejos de su diseño original. Posteriores modelos incrementaron el rendimiento, y se convirtió en uno de los principales motores empleados por los japoneses en la última parte de la guerra. Fueron construidos un total de 8.747.

## Especificaciones
- Tipo: 18 cilindros en dos filas, refrigerado por aire
- Potencia: 1.990 cv (1.485 kW) en altura
- Inyección de agua-metanol
- Desplazamiento: 35.800 cc
- Diámetro: 1.180 mm
- Peso: 830 kg

## Aparatos que lo emplearon
Japón
- Aichi B7A
- Kawanishi N1K-J
- Mitsubishi A7M
- Nakajima C6N
- Nakajima G8N
- Nakajima Ki-84
- Yokosuka P1Y1